# Cotu Lung, Brăila
Cotu Lung este un sat în comuna Siliștea din județul Brăila, Muntenia, România.
La sfârșitul secolului al XIX-lea, satul Cotu Lung era reședința unei comune din plasa Vădeni a județului Brăila, comună ce avea în componență satele Cotu Lung, Mihalea, Muchia și Vameșu, și în ea funcționau o biserică înființată în 1878 de locuitori și o școală mixtă cu 38 de elevi (doar băieți) înființată în 1866.
În 1925, comuna făceau parte din plasa Silistraru a aceluiași județ. Comuna Cotu Lung avea în compunere satele Cotu Lung, Cotu Mihalea și Vameșu, cu 859 de locuitori.
În 1950, ea au fost inclusă în raionul Brăila din regiunea Galați. În 1968, comuna Cotu Lung a fost desființată, și inclusă în comuna Siliștea, județul Brăila.